# Guy XV de Laval
Pour les articles homonymes, voir Guy de Laval.
Guy XV de Laval, à l'origine François de Laval-Montfort, né le 16 novembre 1435 à Moncontour, mort le 28 janvier 1501 à Laval, est un membre de la haute noblesse militaire du duché de Bretagne, puis du royaume de France.
Il prend le nom de Guy XV de Laval à la mort de son père en 1486.

## Titres
Titres d'origine familiale

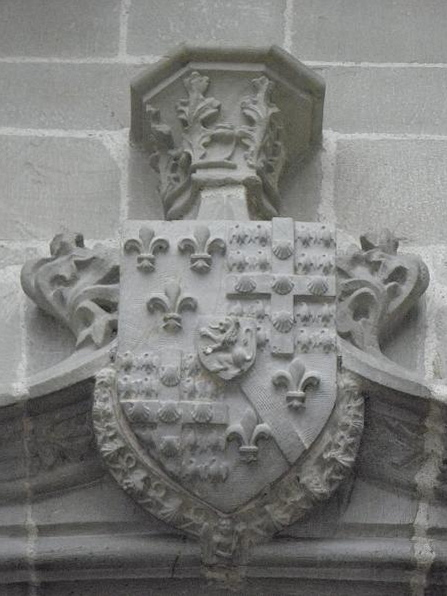
Armes de Guy XV de Laval - transept sud de l'église Notre-Dame de Vitré.

Il est comte de Laval, baron de Vitré, vicomte de Rennes, comte de Caserte, Baron de Laz, d'Acquigny et de Crèvecœur, de Lohéac, de Montfort en Bretagne, de Gaël, seigneur de Tinténiac, de Bécherel et de Romillé, de Bréal, de Montreuil-Bellay, de Saosnois, de la Guerche, de Gournay et de Noyelles-sur-Mer.
Il succède à son père dans les comtés de Laval, la vicomté de Rennes, la baronnie de Vitré  et de Montfort en Bretagne et autres terres affectées à l'aîné de sa maison. Il est souvent désigné sous les titres de comte de Laval, baron d'Acquigny et de Crèvecœur, de 1489 à 1498.
Guy XV date de Tours le 27 février 1486 (a.s.), la nomination d'Elie de Quincé, prieur de la Rouaudière, à la charge de « chapelain ordinaire, domestique et commensal, pour le servir avec les autres chapelains, serviteurs, commensaux de son hostel ». Il se qualifie « aisné fils du comte de Laval, comte de Montfort, sire de la Guerche, des Aunais, d'Acquigny, et signe François », ou encore prend les titres de « François, aisné fils du comte de Laval, comte de Montfort, sire de la Guerche, de Louvoys et d'Acquigny » dans des lettres du 27 avril 1483
Fonctions et honneurs royaux
Il est gouverneur de Melun en 1461 et est fait comte de Montfort-sur-Risle par le roi Louis XI entre 1466 et 1468. Il est Grant maître de France en 1489 à la suite de la mort d'Antoine de Chabannes.

## Famille

### Ascendants
Il est le fils de Guy XIV de Laval (1406-1486) et d'Isabelle de Bretagne (1412-1443).
Par sa mère, il est l'arrière-petit-fils à la fois de Jeanne de Navarre et du roi Charles VI et le petit-fils du duc de Bretagne Jean V.

### Mariage
Le 8 janvier 1461 (a.s.), ont lieu à Tours, sous l'égide du roi Louis XI, les conventions matrimoniales entre François de Laval et Catherine de Valois, fille de Jean II d'Alençon.Les noces seront célébrées en septembre de la même année à Alençon, après dispense du pape Pie II, donnée au mois de mars, dans laquelle il est dit qu'ils sont parents in duplici tertio et duplici quarto consanguinitatis gradibus.
François de Laval devient ainsi le gendre du gentil duc des bataillons de Jeanne d'Arc et de sa seconde épouse Marie d'Armagnac et le beau-frère de Marguerite de Lorraine.
De ce mariage, naîtra un seul enfant, mort au berceau.

### Le Saosnois
À cette époque, François de Laval, tout en étant seigneur de Montfort en Bretagne, doté par sa femme de la terre valoisienne du Saosnois, apanagé de l'ancien comté du Gavre et d'autres lieux, n'était cependant pas encore seigneur de sa propre Maison, tout au plus seigneur associé.
Louis XI, en mariant Catherine d'Alençon avec le futur Guy XV de Laval, avait fixé sa dot à 3 000 livres de rentes, et obligé son père à donner les terres et la baronnie de La Guerche en Bretagne, la baronnie de Saosnois dans le Maine (entre Beaumont-le-Vicomte et Alençon), avec les terres et la châtellenie de Peray, ainsi que les fiefs d'Averton et d'Anthenaise.
Guy XV consentit volontiers à recevoir le cas échéant tel autre bien qui lui serait assigné en dot par la suite, aux lieux et places de Peray et du pays de Saosnois (compris pour une valeur de 900 livres dans la rente de 3000). Mais en réalité cette stipulation restera sans effet : il usera bien du titre de sire de Saosnois.

## Biographie

### Origine
Il est baptisé sous le nom de François par l'évêque de Rennes, Guillaume Brillet, et a pour parrains son oncle, François de Bretagne, et l'évêque de Nantes, Jean de Malestroit, chancelier de la Bretagne. Pierre Le Baud qui donne ces renseignements n'a pas précisé le nom de la marraine.
À peine âgé de six ans, il est fiancé à Françoise de Dinan. Elle était en même temps recherchée par Arthur de Montauban et par Gilles de Bretagne, troisième fils du duc Jean V de Bretagne.
Françoise de Dinan est convoitée et enlevée en 1444 par Gilles de Bretagne, ayant à la fois pour complice et le duc de Bretagne François Ier de Bretagne, son frère, et Catherine de Parthenay, mère de Françoise de Dinan, et même son propre père, Guy XIV qui, moyennant une promesse de vingt mille écus, avait renoncé aux droits de son fils. Un autre  des prétendants de l'héritière, Arthur de Montauban dépité, ourdit alors un complot contre Gilles qui est arrêté par ordre de son frère le duc et  assassiné dans sa prison en 1450. La même année, Françoise est à son tour jetée dans un cachot en 1450. Sans conseils, sans appui, elle renouvelle par écrit son engagement au comte de Gavre, qui est plus jeune qu'elle. Sa belle-sœur Françoise d'Amboise, duchesse de Bretagne, redoutant les calculs intéressés de son mari; ne voulait pas l'abandonner à Arthur de Montauban, assassin de Gilles de Bretagne. Elle proposa alors la protection de Guy XIV de Laval, le père du fiancé de Françoise, veuf et âgé de 37 ans. Françoise d'Amboise amena le duc à consentir à cette alliance. Guy XIV de Laval renonça à toucher 20 000 écus qui lui avaient été promis pour l'engager à se désister du mariage de son fils avec Françoise de Dinan. Celle-ci, de son côté, abandonna toutes prétentions sur le douaire qui lui appartenait comme veuve de Gilles de Bretagne. Le duc de Bretagne rendit alors Châteaubriant dont il s'était emparé. On sait qu'après avoir, moyennant finances, laissé rompre en faveur de Gilles de Bretagne les fiançailles de son fils Guy XV avec Françoise de Dinan, en 1440, Guy XIV de Laval abusa de nouveau du jeune âge de ce même fils, pour lui enlever une seconde fois, sa fiancée, alors veuve de Gilles de Bretagne, et l'épouser à 45 ans en février 1451 à Vitré.

### Proche deLouisXI
Pour l'Art de vérifier les dates, il avait été élevé avec le dauphin Louis, fils de Charles VII, et vécut toujours dans une grande intimité avec lui. Beau-fils de Françoise de Dinan, (inspiratrice du traité de Châteaubriant de 1487), proche des  familles de Rieux et de Rohan il est aussi cousin issu de germain du roi de France dont il a obtenu une charge à la cour.
Fils aîné de Guy XIV, il suit le roi dans l'expédition de la Guyenne et assiste au second siège de Bordeaux en 1453.

### Ligue du Bien public
La guerre de la Ligue du Bien public qui se déroule à partir d'avril 1465 entre la France et la Bretagne va être un test pour la stratégie de la famille de Laval.
En Bretagne, le conflit interagissait avec la question du contrôle des évêchés bretons, un sujet majeur et d'importance concernant l'indépendance du duché. Révolte des princes contre la politique de Louis XI qui veut briser leur volonté d’indépendance, la ligue du Bien public est une révolte féodale contre l’autorité royale, obligeant le roi à s'engager à la tête d'une armée de fidèles pour ramener ses vassaux dans le droit chemin. 
François de Laval choisit la fidélité au roi Louis XI.

### Honneurs royaux
Louis XI, en considération de son alliance avec Catherine de Valois, lui nomme, le 9 septembre 1466, capitaine de Melun, et lui permit d'écarteler dans son écu des armes de France.
Le comte de Gavre assista, avec Pierre de Laval son troisième frère, aux États généraux tenus à Tours en 1467. Ils prirent place parmi les princes. En 1467, par lettres du 19 novembre, pour l'égaler aux princes du sang, il lui accorda le privilège de précéder le chancelier et les prélats du royaume, comme il l'avait accordé aux comtes d'Armagnac, de Foix et de Vendôme.
Le roi assura encore au comte de Gavre une pension de 6 000 livres. On ne connaît pas l'acte par lequel François de Laval est investi comme comte de Montfort-sur-Risle, mais on sait que le roi Louis XI lui remet ce fief important en nantissement d'un emprunt de 10 000 écus. Cette opération avait eu lieu entre le 9 septembre 1466 et le mois de février 1468, où, dans ses lettres en faveur du roi des archers et du roi des arbalétriers à Laval, Louis XI le qualifie de comte de Montfort.
Comme l'indique Bertrand de Broussillon, pendant la période écoulée entre 1467 et 1486, le personnage qualifié comte de Montfort n'est autre que François de Laval, fils aîné de Guy XIV de Laval.

### Comte de Montfort et Comté de Laval
À la mort de Charles IV d'Anjou, comte du Maine, dernier de la maison d'Anjou, ces provinces retournèrent à la couronne par la loi d'apanage. Louis XI ajouta dans la suite, par lettres patentes expédiées en janvier 1482 de Thouars et destinées au parlement de Paris, celle de distraire le comté de Laval du comté du Maine pour être dans la mouvance immédiate de la couronne, avec pouvoir de nommer à tous les offices royaux qui se trouvaient dans son district. Il y fut ajouté l'attribution de la connaissance des appellations du sénéchal de Laval au parlement de Paris.
Par cette charte appelée la Grande Charte de distraction, le comté de Laval fut à l'avenir, et perpétuellement, tenu et mouvant nuement à foi et hommage lige du roi, à cause de sa couronne, et non à cause de son comté du Maine. La ville chef-lieu eut un bailliage distinct, rapporté ainsi sur les rôles du parlement, Anjou, Maine, Laval, Perche, etc. Le juge de ce siège pouvait se qualifier de bailli et sénéchal de Laval.
En 1482, afin qu'il ne restât plus aucune juridiction aux juges du Maine, Louis XI établit à Laval une élection, un grenier à sel, et un juge des exempts et des cas royaux ;  ce prince donna aux seigneurs comtes de Laval la nomination aux offices royaux.
Le roi Charles VIII, fils et successeur de Louis XI, ne se contenta pas de confirmer, par lettres données à Blois, au mois de novembre 1483, toutes les grâces que la maison de Laval avait obtenues de son père, il y en ajouta de nouvelles.
Louis XII et François Ier, par diverses lettres, confirmèrent aux seigneurs comtes de Laval les droits et prérogatives que leurs prédécesseurs avaient concédés.
François de Laval, comte de Gavre, sentit la nécessité de construire une nouvelle église paroissiale (Voir : église Saint-Vénérand de Laval). Il venait le plus ordinairement passer au château de Laval le temps que lui laissaient libre les fonctions qu'il remplissait à la cour ; Guy XIV son père habitait la Bretagne, et, depuis son second mariage, résidait à Châteaubriant, principal domaine de sa femme. 
François de Laval, perd  à cette époque Montfort-sur-Risle. Il se plaint dans une lettre écrite par lui à Charles VIII le 4 janvier 1485, à la fois d'avoir été dépouillé du comté de Montfort, reçu par lui en gage de Louis XI, et de n'avoir reçu qu'une seule annuité de mille écus sur les douze à lui promises à titre d'indemnité.
François de Laval a cinquante ans quand, le 2 septembre 1486, lors du décès de son père, il devint comte de Laval et prit le nom de Guy XV. Guy XV rétablit à Laval la chambre des comptes que, pendant son séjour à Châteaubriant, son père avait transportée dans cette ville.

### Guerre franco-bretonne
Charles VIII est au château de Laval dès mai 1487, où il effectue un assez long séjour.
Guy XV ne le rejoint à Laval qu'en août. Il a été mentionné par plusieurs auteurs que la loyauté de Guy XV dans ce conflit était quelque chose de non déterminé, compte tenu de passivité militaire naturelle. Cette affirmation ne prend cependant pas en compte les difficultés qu'il a rencontrées pendant ce conflit. Une grande partie de ces affinités étaient bretonnes et en choisissant le parti de la France, il s'est attiré nombre d'antagonismes de ses proches. Guillaume de Jaligny, un chroniqueur affirme que le comte aurait préféré la neutralité et ne pas prendre parti entre la France et la Bretagne. Il a pourtant pris rapidement conscience de l'ascension victorieuse de la France contre la Bretagne, et a fourni de façon assez discrète du support au roi de France, tout en ne se coupant pas de ses liens bretons. 

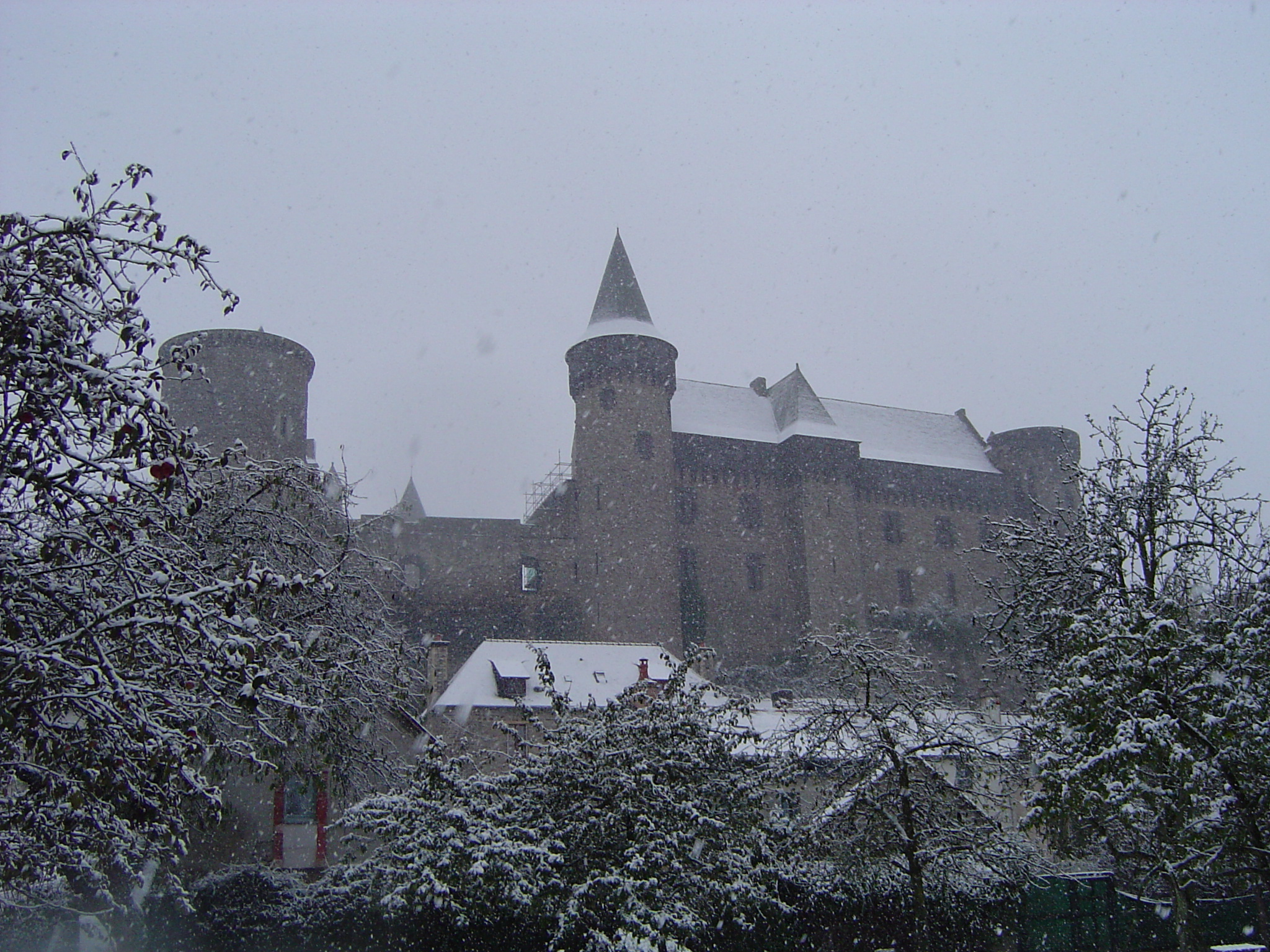
Le château de Vitré sous la neige

Ainsi, il ouvre, selon Bertrand d'Argentré, sans combat, le 1er septembre 1487, les portes de son château de Vitré et de la ville de Vitré, aux troupes royales. D'Argentré affirme qu'il avait laissé pour instruction : Entrer de nuict les François en son châsteau de Vitré par une posterne, et par ce moyen les fist maistres de la ville. Cette décision fut prise contre la volonté des habitants et présentée comme un fait accompli.
Il a aussi tenté de persuader son demi-frère François de Laval-Montfilant de rejoindre les Français. La position tenue par Guy XV de Laval fut clairement reconnue par le roi, qui fit de son mieux pour protéger les possessions de la maison de Laval. François de Laval, son frère, sire de Châteaubriant, n'avait pas suivi le même parti. Entraîné par le maréchal de Rieux, son beau-père, il s'était déclaré pour le duc de Bretagne, et avait commandé l'arrière-garde bretonne à la bataille de Saint-Aubin-du-Cormier. Le comte de Laval vint à bout de le réconcilier avec le roi de France.
Des lettres de Charles VIII rappellent à son commandant en chef qu'en raison de sa loyauté, les possessions du comte de Laval doivent être aussi ménagées en termes de dommages autant que possible.
Charles VIII donna, en 1488, au comte Guy, le gouvernement et la jouissance de la ville de Dreux ; et l'année suivante, par lettres datées du 3 février 1488 (v. st.), il lui conféra l'office de grand-maître de l'hôtel, vacant par la mort d'Antoine de Chabannes. C'étaient des récompenses de la fidélité que Guy XV avait montrée à ce prince dans la guerre de Bretagne, commencée au mois de juin 1487, et terminée au mois d'août de l'année suivante. Être Grant maistre de l'ostel France était une des positions les plus influentes dans l'administration royale. C'était un poste recherché depuis de nombreuses années par le comte de Laval et son rôle dans la guerre de Bretagne a permis d'instrumentaliser cette nomination. Le pouvoir qu'il obtenait avec une telle position était tel qu'il avait été suggéré de le nommer aussi connétable.

Orn ext Grand Maitre de France

En  1494, Guy XV est nommé lieutenant général de la Bretagne par Charles VIII, et tient, en 1495, les états de Bretagne comme député du roi.

## Dévotion
Guy XV de Laval est à l'origine :
- de la construction de l'église Saint-Vénérand de Laval[31] ;
- de l'achat du terrain du couvent des Jacobins de Laval[32].

Il faisait profession d'une dévotion singulière pour saint François d'Assise, et décide en 1494 de faire une fondation à Laval en faveur des religieuses de cet ordre qui s'étaient attachées à la règle d'Urbain IV (voir : Monastère de Patience de Laval).
Avant de mourir, la comtesse d'Angoulême vendit sa portion d'Acquigny et Crèvecœur à Jeanne de Laval, qui avait épousé en 1455 René Ier d'Anjou, roi de Jérusalem et de Sicile et duc d'Anjou. Cette reine de Sicile, dame d'Acquigny et de Crèvecœur, mourut sans enfants, et institua pour son héritier Guy XV de Laval son frère, qui réunit par là en ses mains toutes les portions de la baronnie d'Acquigny.

## Succession et Mort
Le 27 mai 1498, lors du sacre de Louis XII de France, Guy XV de Laval ne remplit pas les fonctions de son office.  Il est absent à la cérémonie du sacre à Reims, et à la solennelle entrée de Louis XII à Paris. Son abstention au sacre de Louis XII semble confirmer ce qui a été dit de ses infirmités précoces.
En 1498, Guy XV est l'héritier de sa sœur Jeanne de Laval, veuve de René d'Anjou qui vient de mourir. 
En 1499, Guy XV eut une attaque de paralysie, dont il demeura perclus d'esprit et de corps. 
Le fils unique de Guy XV était mort encore jeune et la succession revenait à Nicolas de Laval, seigneur de la Roche-Bernard. Nicolas de Laval veut profiter de l'ensemble de l'héritage et se trouve en conflit avec Catherine de Valois-Alençon, femme de Guy XV, qui lui dispute tant que vit son mari. Il n'eut pas du reste à en attendre long-temps la pleine et entière jouissance. 
Guy XV meurt au château de Laval le 28 janvier 1501 (n. st.). Ses obsèques n'eurent lieu à la collégiale Saint-Tugal de Laval que le 15 février seulement.
Catherine d'Alençon, la veuve de Guy XV, meurt sans postérité en 1505 au château de Montjean. Elle est enterrée à la collégiale Saint-Tugal de Laval

## Bibliophile
Comme son oncle Louis de Laval-Châtillon, Guy XV est reconnu comme bibliophile. On connaît de lui quelques livres : Boccace, des Cas des nobles hommes et femmes, aux armes de Guy de Laval et de Catherine d'Alençon ; Vincent de Beauvais, Miroir historial ; Boèce, Prédicition pour 1486 dont les armes sont celles de Guy de Laval, chevalier de l'Ordre du Croissant ; Pierre Le Baud, Chronique des maisons de Laval et de Vitré.

## Source partielle
- « Guy XV de Laval », dans Alphonse-Victor Angot et Ferdinand Gaugain, Dictionnaire historique, topographique et biographique de la Mayenne, Laval, A. Goupil, 1900-1910 [détail des éditions] (BNF 34106789, présentation en ligne), t. IV, p. 528-529. (présentation en ligne)
- Annuaire administratif, statistique et historique du département de l'Eure, 1862.